# Papaipema eupatorii
Papaipema eupatorii är en fjärilsart som beskrevs av Lyman 1905. Papaipema eupatorii ingår i släktet Papaipema och familjen nattflyn. Inga underarter finns listade i Catalogue of Life.